# Duits voetbalkampioenschap 1925/26
1925/26 was het negentiende Duitse voetbalkampioenschap ingericht door de DFB. Titelverdediger en Duits recordkampioen 1. FC Nürnberg kon zich niet voor de eindronde plaatsen, de club werd vicekampioen achter Bayern München in de Bayernliga. FSV Frankfurt dat vorig jaar nog de vicetitel in de wacht sleepte werd nu in de kwartfinale vernederd door Hertha BSC Berlin.
Bayern München, dat later nog zou uitgroeien tot Duitse recordkampioen en een van de succesvolste clubs van Europa, plaatste zich wel voor de eindronde, maar verloor in de eerste ronde al van het vrij onbekende Fortuna Leipzig.
Kampioen SpVgg Fürth had geluk dit jaar. Fürth eindigde als derde in de Bayernliga en was in principe uitgeschakeld, maar mocht als bekerwinnaar van Zuid-Duitsland naar de Zuid-Duitse eindronde, werd daar tweede achter Bayern en kwalificeerde zich zo.
De West-Duitse teams werden alle drie in de eerste ronde uitgeschakeld. Na deze ontgoocheling werd opnieuw ingevoerd dat een seizoen één jaar en niet twee jaar zou duren.

## Deelnemers aan de eindronde
| Club                         | Gekwalificeerd als                               |
| ---------------------------- | ------------------------------------------------ |
| VfB Königsberg               | Kampioen Noordoost-Duitsland                     |
| Stettiner SC                 | Vicekampioen Noordoost-Duitsland                 |
| Breslauer SC 08              | Vertegenwoordiger Zuidoost-Duitsland             |
| FC Viktoria Forst            | Vertegenwoordiger Zuidoost-Duitsland             |
| Hertha BSC                   | Kampioen Berlijn-Brandenburg                     |
| SV Norden-Nordwest 98 Berlin | Vicekampioen Berlin-Brandenburg                  |
| Dresdner SC                  | Kampioen Midden-Duitsland                        |
| SV Fortuna Leipzig 02        | Winnaar Midden-Duitse kwalificatie               |
| FC Holstein Kiel             | Kampioen Noord-Duitsland                         |
| Hamburger SV                 | Vicekampioen Noord-Duitsland                     |
| VfR Köln 04 rrh.             | Kampioen West-Duitsland                          |
| BV Altenessen 06             | Vicekampioen West-Duitsland                      |
| Duisburger SpV               | Winnaar West-Duitse kwalificatie de derde plaats |
| FC Bayern München            | Kampioen Zuid-Duitsland                          |
| SpVgg Fürth                  | Vicekampioen Zuid-Duitsland                      |
| FSV Frankfurt                | Derde plaats in Zuid-Duitsland                   |

De finale van Zuidoost-Duitsland werd pas gespeeld nadat beide clubs uitgeschakeld werden.

## Eindronde

### 1/8ste finale
| Datum       | Teams                 | Teams | Teams                 | Uitslag   | Stadion                              |
| 16 mei 1926 | Duisburger SpV        | –     | Hamburger SV          | 1:3 (1:2) | Duisburg, Wedaustadion               |
| 16 mei 1926 | SV Fortuna Leipzig 02 | –     | FC Bayern München     | 2:0 (0:0) | Leipzig, Platz von Wacker Leipzig    |
| 16 mei 1926 | FSV Frankfurt         | –     | BV Altenessen 06      | 2:1 (2:1) | Frankfurt am Main, Waldstadion       |
| 16 mei 1926 | Hertha BSC            | –     | VfB Königsberg        | 4:0 (0:0) | Berlijn, Platz des BFC Preussen      |
| 16 mei 1926 | Breslauer SC 08       | –     | Dresdner SC           | 1:0 (0:0) | Breslau, Platz von Schlesien Breslau |
| 16 mei 1926 | FC Holstein Kiel      | –     | Stettiner SC          | 8:2 (4:0) | Kiel, Holstein-Platz                 |
| 16 mei 1926 | SpVgg Fürth           | –     | FC Viktoria Forst     | 5:0 (2:0) | Fürth, Platz am Ronhofer Weg         |
| 16 mei 1926 | VfR Köln 04 rrh.      | –     | SV Norden-Nordwest 98 | 1:2 (0:0) | Keulen, Müngersdorfer Stadion        |

### Kwartfinale
| Datum       | Teams                 | Teams | Teams                 | Uitslag   | Stadion                      |
| 30 mei 1926 | Hamburger SV          | –     | SV Fortuna Leipzig 02 | 6:2 (3:1) | Hamburg, Sportplatz Hoheluft |
| 30 mei 1926 | Hertha BSC            | –     | FSV Frankfurt         | 8:2 (5:1) | Neurenberg, Platz am Zabo    |
| 30 mei 1926 | SV Norden-Nordwest 98 | –     | FC Holstein Kiel      | 0:4 (0:2) | Berlin, Deutsches Stadion    |
| 30 mei 1926 | SpVgg Fürth           | –     | Breslauer SC          | 4:0 (3:0) | Leipzig, Stadion Probstheida |

### Halve finale
| Datum       | Teams       | Teams | Teams            | Uitslag   | Stadion                   |
| 6 juni 1926 | Hertha BSC  | –     | Hamburger SV     | 4:2 (2:1) | Berlin, Deutsches Stadion |
| 6 juni 1926 | SpVgg Fürth | –     | FC Holstein Kiel | 3:1 (1:0) | Düsseldorf, Rheinstadion  |

### Finale
| Datum        | Teams       | Teams | Teams      | Uitslag   | Stadion                        |
| 13 juni 1926 | SpVgg Fürth | –     | Hertha BSC | 4:1 (3:1) | Frankfurt am Main, Waldstadion |

Voor het tweede jaar op rij werd de finale voor 40.000 toeschouwers in Frankfurt gespeeld. Hans Ruch zette de hoofdstedelingen al na negen minuten op voorsprong. Leonhard Seiderer maakte in de 27ste minuut de gelijkmaker. Zeven minuten later kwamen de Zuid-Duitsers op voorsprong na een doelpunt van Karl Auer. Na een eigendoelpunt van Otto Leuschner in de 38ste minuut werd de situatie uitzichtloos. Willy Ascherl maakte in de 68ste minuut de 4-1 en gaf zo de tweede titel van Fürth nog extra glans.

## Topschutters
|    | Speler         | Club             | Goals                   |
| -- | -------------- | ---------------- | ----------------------- |
| 1. | Otto Harder    | Hamburger SV     | 6                       |
| 2. | Willi Kirsei   | Hertha BSC       | 5                       |
| 3. | Waldemar Lübke | FC Holstein Kiel | 4 (in drie wedstrijden) |
| 4. | Willy Ascherl  | SpVgg Fürth      | 4 (in vier wedstrijden) |
| 4. | Andreas Franz  | SpVgg Fürth      | 4 (in vier wedstrijden) |
| 4. | Hans Ruch      | Hertha BSC       | 4 (in vier wedstrijden) |